# North-American Interfraternity Conference
La (en)« North-American Interfraternity Conference » ou NIC, (anciennement connue sous le nom de (en)« National Interfraternity Conference »)
est une association d'hommes de fraternités universitaires qui a été créée en 1910,
bien qu'elle commença à vivre le 27 novembre 1909. Le pouvoir de l'organisation réside dans la Maison des Délégués
où chaque membre - chaque fraternité- est représenté par un seul délégué. Pourtant, les pouvoirs
administratifs et exécutifs du groupe sont dévolus à un Conseil d'administration élu
composé de neuf bénévoles de différentes fraternités de la NIC. Son siège se trouve à Indianapolis, Indiana, et
elle emploie aussi un petit nombre de professionnels
,.